# 加藤久嗣
加藤 久嗣（かとう ひさつぐ、1975年5月7日 - ）は、広島県に拠点を置くテレビ・ラジオのフリーディレクター。広島県広島市出身。コンプ・アニ代表。広島汁なし担担麺推進委員会 代表。

## 来歴・人物
修道高等学校卒業、明治大学文学部中退。OFFICE AT'Sを経て、フリーに。広島で伝説となったラジオ番組『びしびしばしばしらんらんラジオ』にて、カリスマ的なハガキ職人「自転車に乗れない少年K」として活躍したのちの業界入り（当時は中高生だったらしい）。現在はテレビ番組とラジオ番組を掛け持つレアなディレクターである（業界で掛け持つことは少ないそう）。

## 現在の担当番組
- 中国新聞の独自チャンネル「聞いてみんさい！広島」（2020年10月 - 、音声メディア「Voicy（ボイシー）」）火曜[3]

## 過去の担当番組
- ジョブジョブ (HOME)
- 広島SEESAW (HOME)
- モテモテロックnight（RCCテレビ）
- 木金ウォッチ（RCCテレビ）
- アスカランド（RCCラジオ）
- ひろしま菜's（HOME）
載寧龍二、松本裕見子
- TIM神様の宿題（RCCテレビ）
TIM、アンガールズ、山田花子、マギー審司ほか
- オトメキ（RCCテレビ）
石田靖、森田まりこ（吉本新喜劇）ほか
- 秘密の音園（RCCラジオ）
青山高治（RCCアナウンサー・ギャラクシー賞受賞）
- あいMYナイト（RCCラジオ）
アイ先生
- sweetsルーム（RCCラジオ）
日替わり女性パーソナリティー
- アォーン！（RCCテレビ）
青山高治、和佐由紀子、ボールボーイ、坊美希ほか

## 観光プロモーション
- 江田島プロモーション動画『「えたぼう＆カープ女子」 江田島まるごとえただきます（夏）』ディレクター：加藤ひさつぐ
- 三原市須波エリアの観光プロモーション「SUNAMI」（出演：うえむらちか 作詞：加藤ひさつぐ）

## 著書
- 広島汁なし担担麺 - 新ご当地グルメの誕生（2014年4月、ザメディアジョン）ISBN 978-4862502919